# Winchester (Illinois)
Winchester è un comune degli Stati Uniti d'America, situato nell'Illinois, nella contea di Scott, della quale è anche il capoluogo.